# 三水森林赛车会

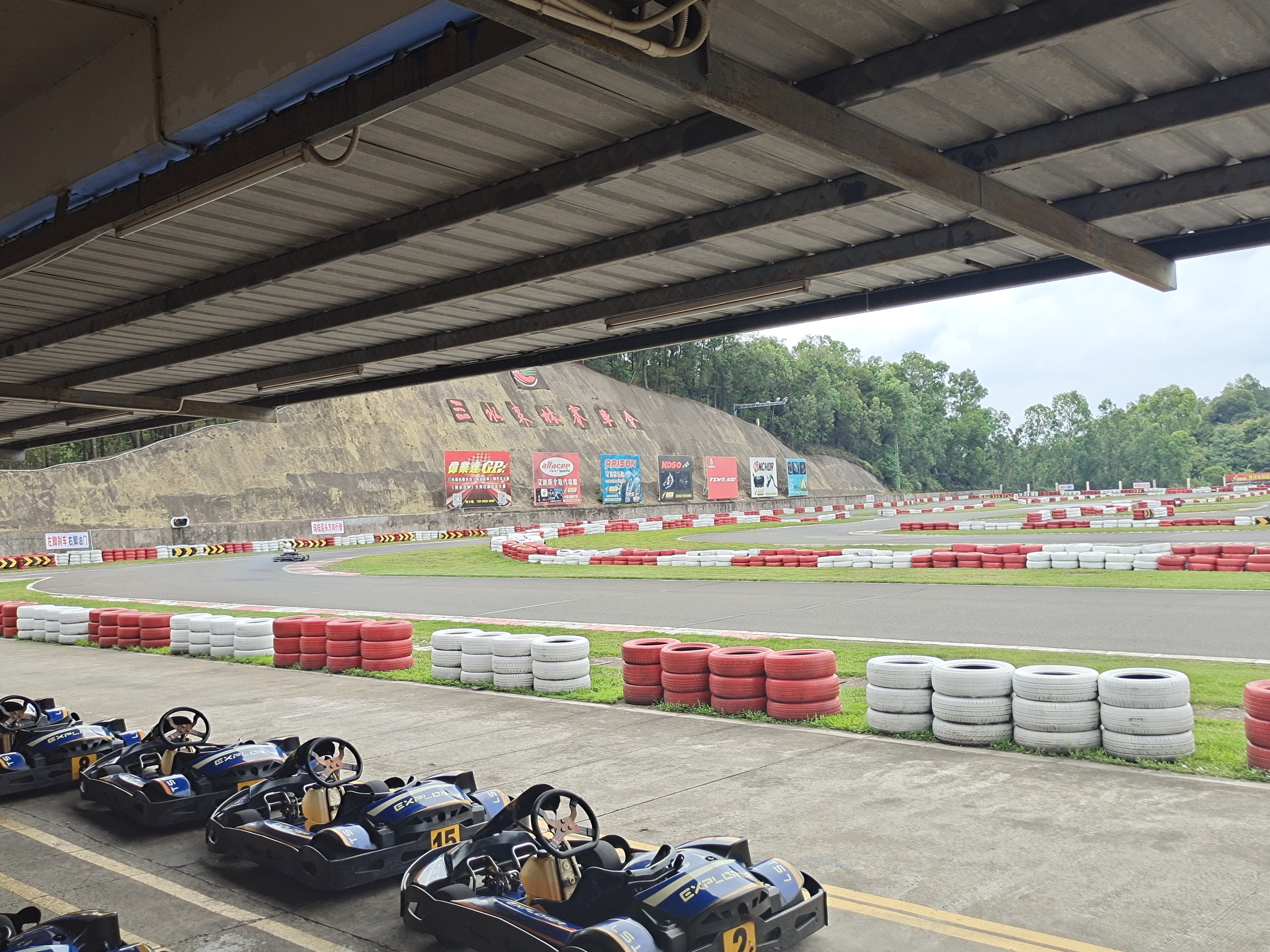
从维修区望向三水森林赛车会赛道

三水森林赛车会是一条位于广东省佛山市三水区三水森林公园内的卡丁车赛道，拥有三种常用布局，全长约1200米。内有TS7，TS5,KT100等多种车型，也提供私家车驻场维护保养与比赛服务。三水森林赛车会有20多年历史，是珠三角地区建立最早、规模最大的卡丁车场之一，获得认证可以承办国际C级或国内A级比赛。

## 赛道布局

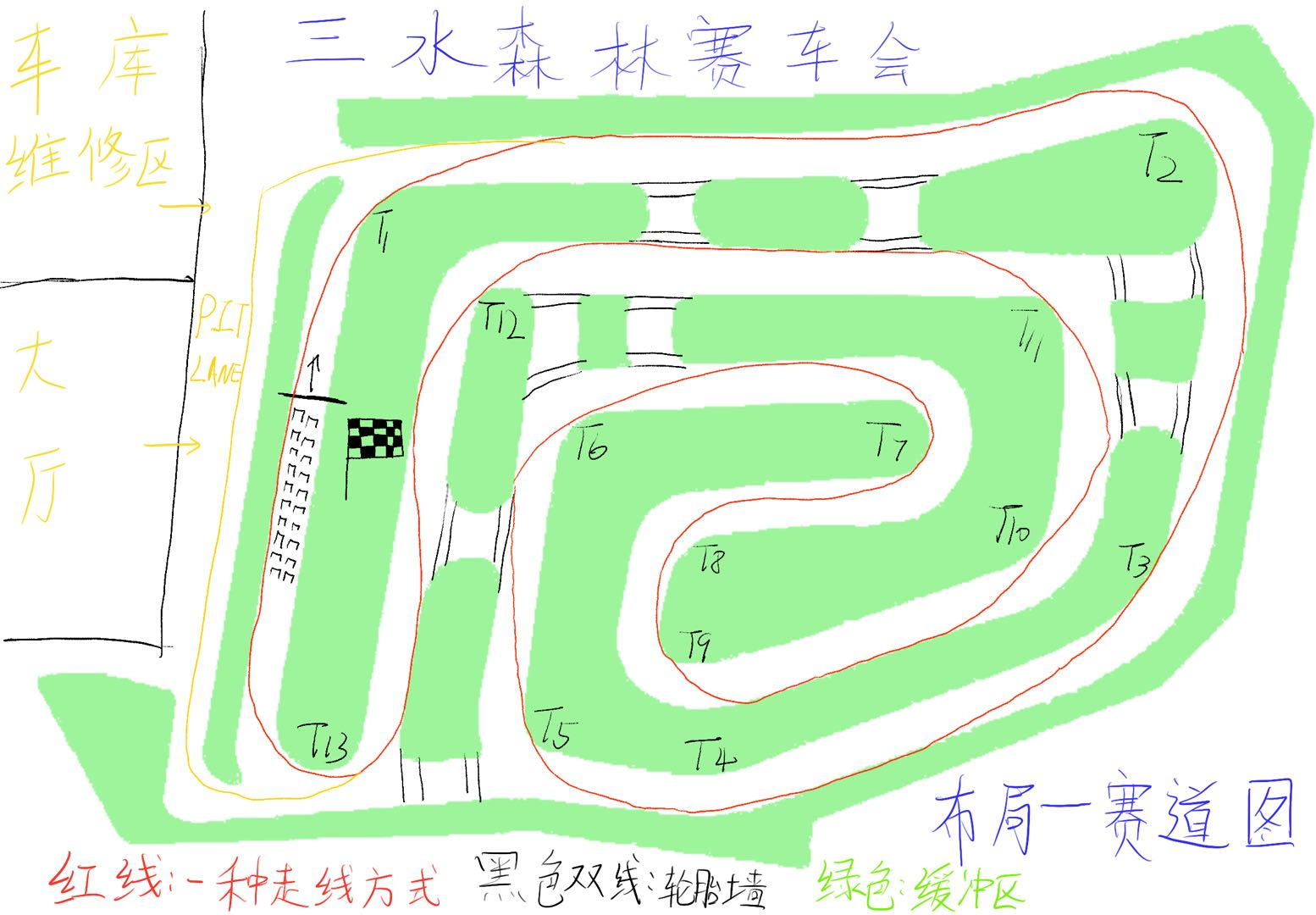
三水森林赛车会布局一赛道图

赛道共有三种布局，常用的是布局一（如右圖）。赛道由13个弯角组成，从发车线起跑后，先全速经过1号至5号高速右弯，再减速进入6-9号弯的连续低速回头弯区域。最后在10-12号中高速左弯后，接着一个回头右弯驶回发车直道。

## 赛道与卡丁车图集

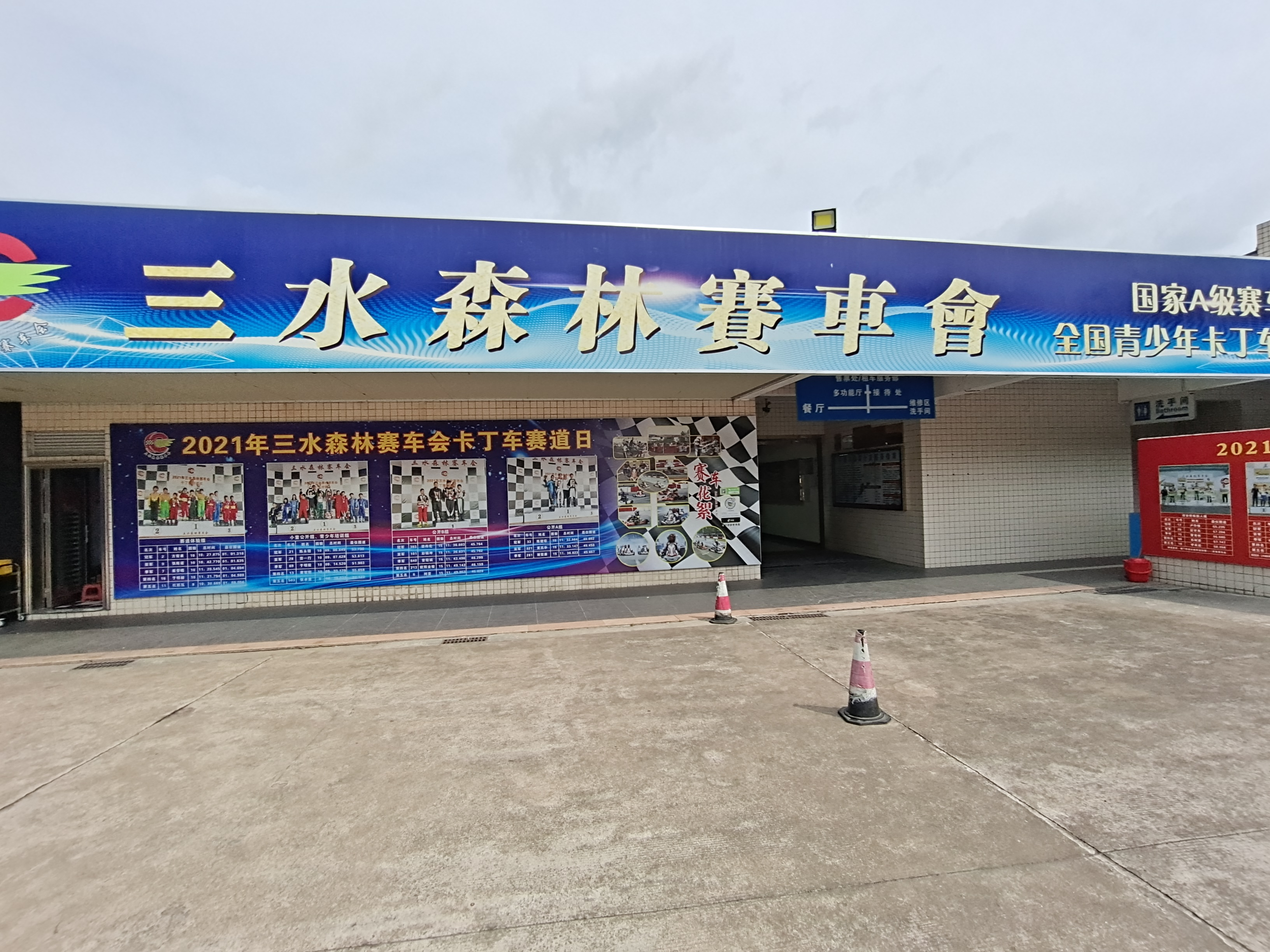
三水森林赛车会的入口
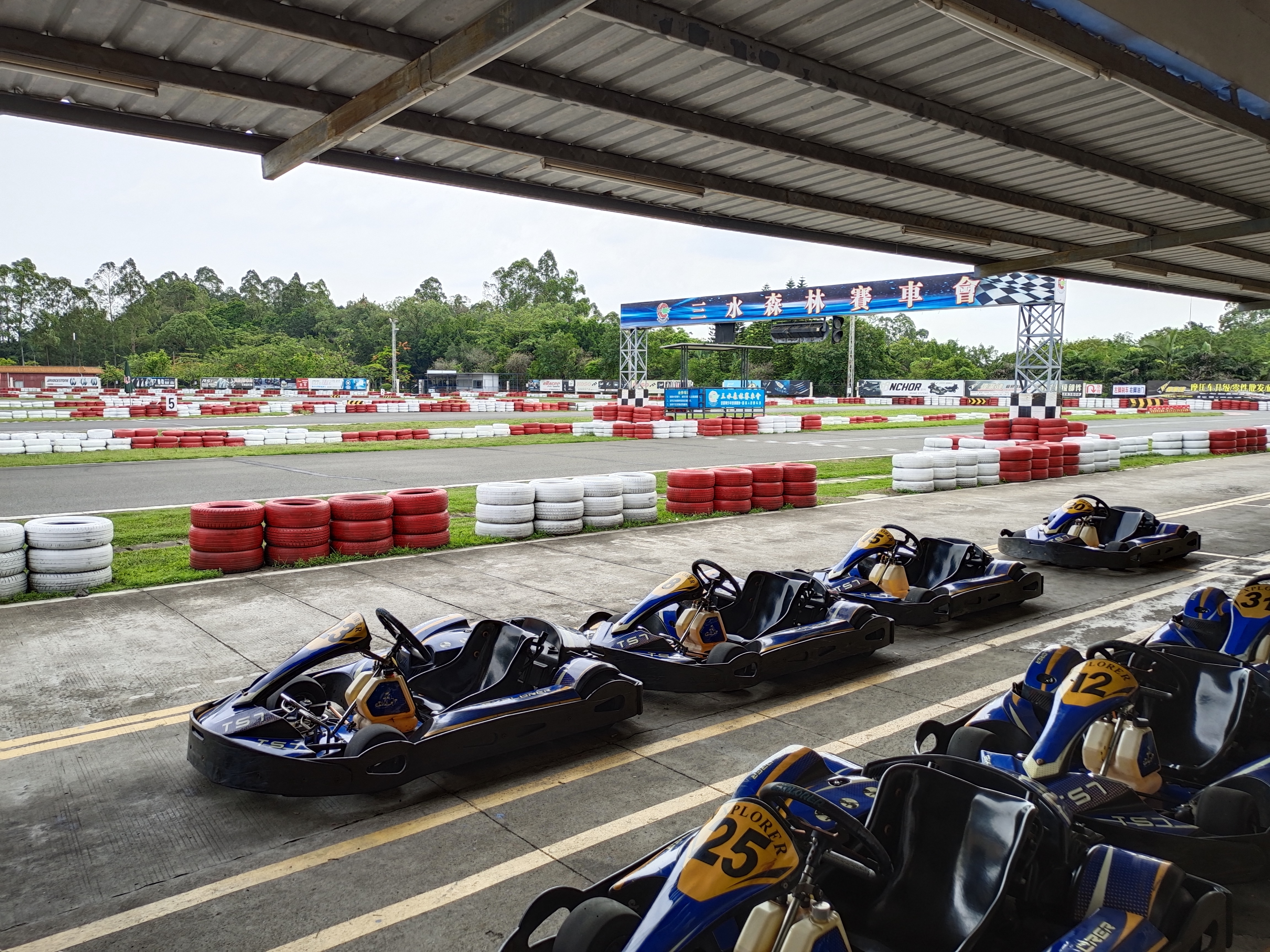
三水森林赛车会维修区停着的卡丁车
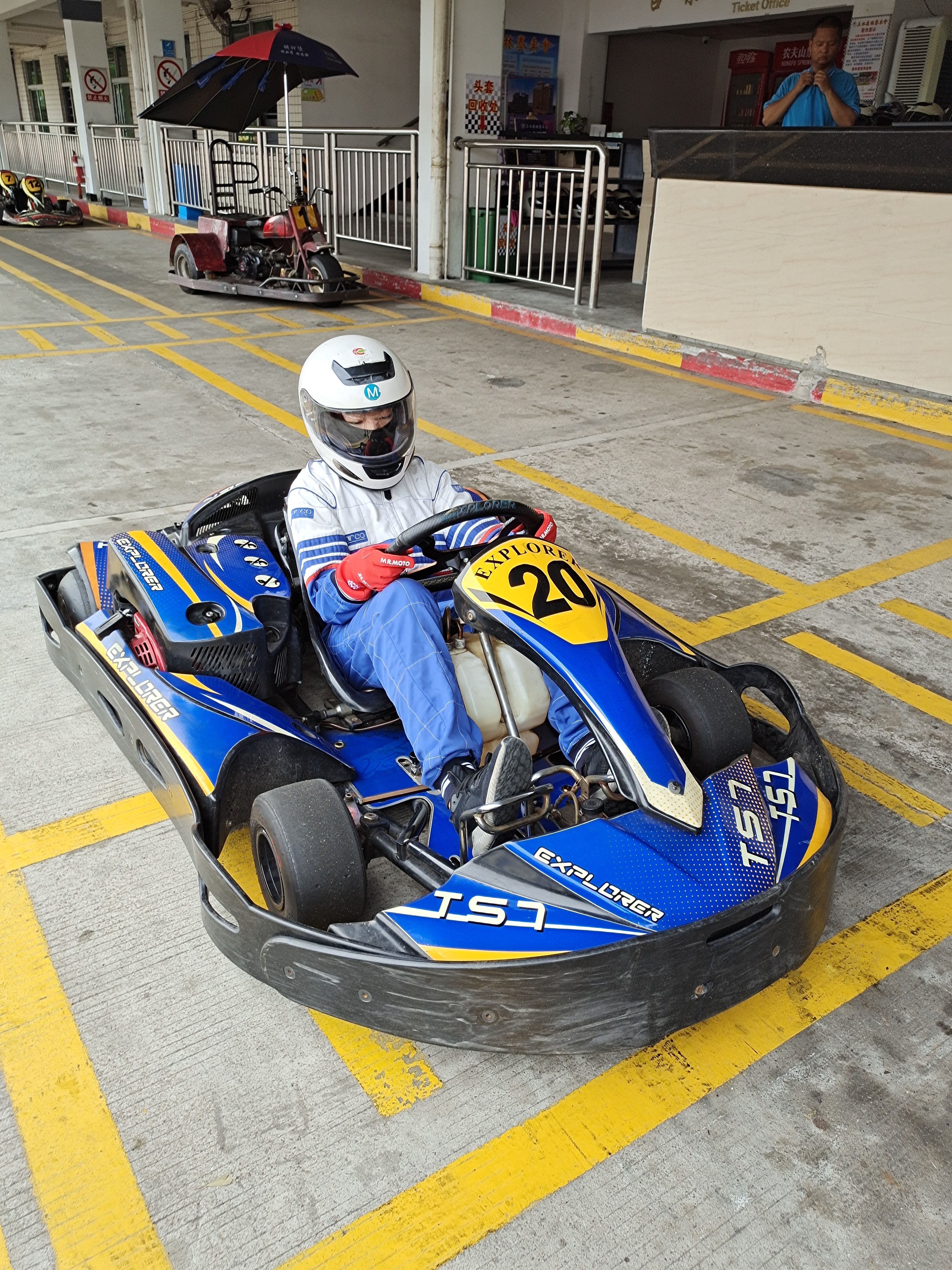
三水森林赛车会的探索者TS7四冲程卡丁车
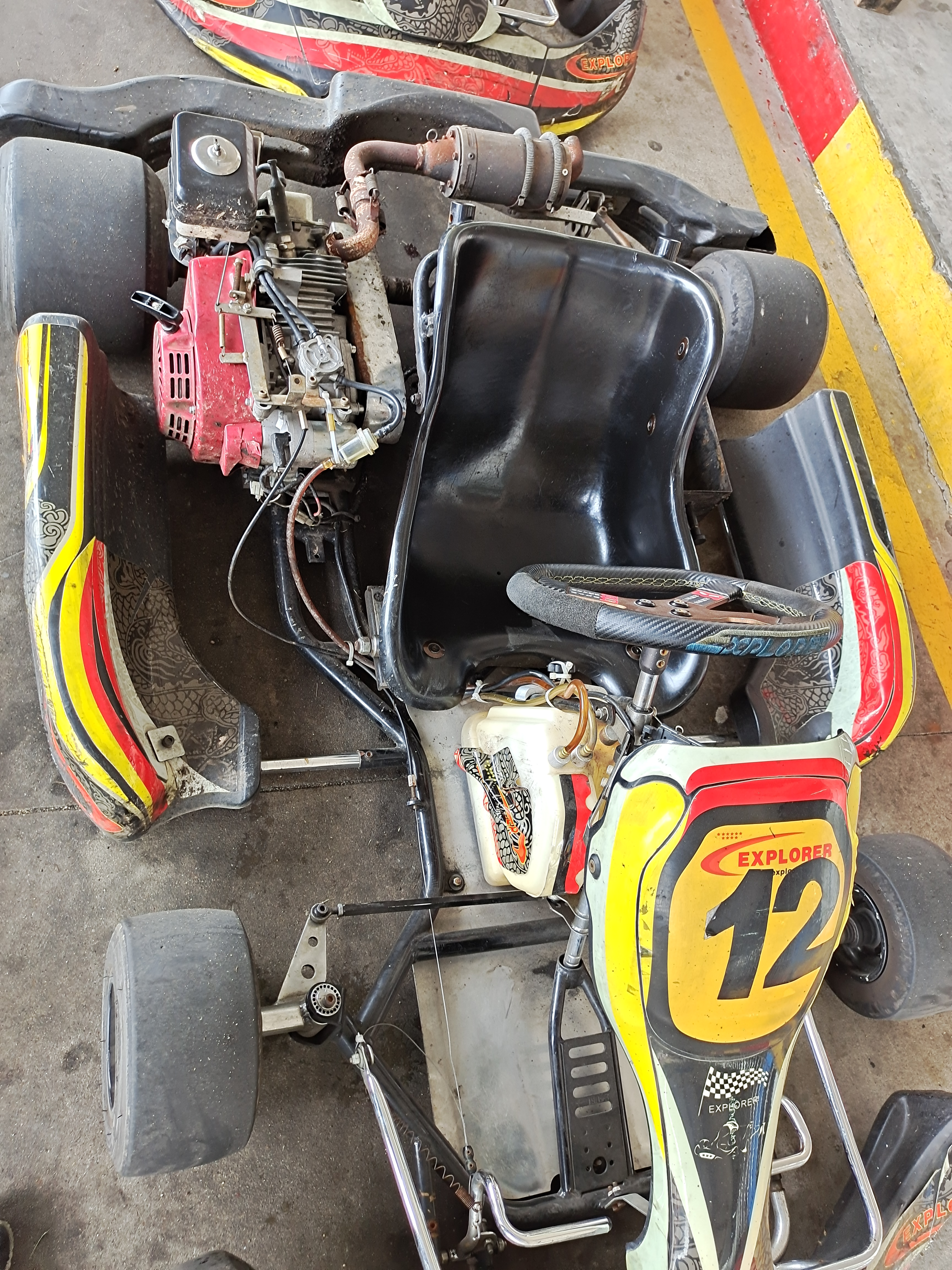
三水森林赛车会的探索者TS5超级四冲卡丁车
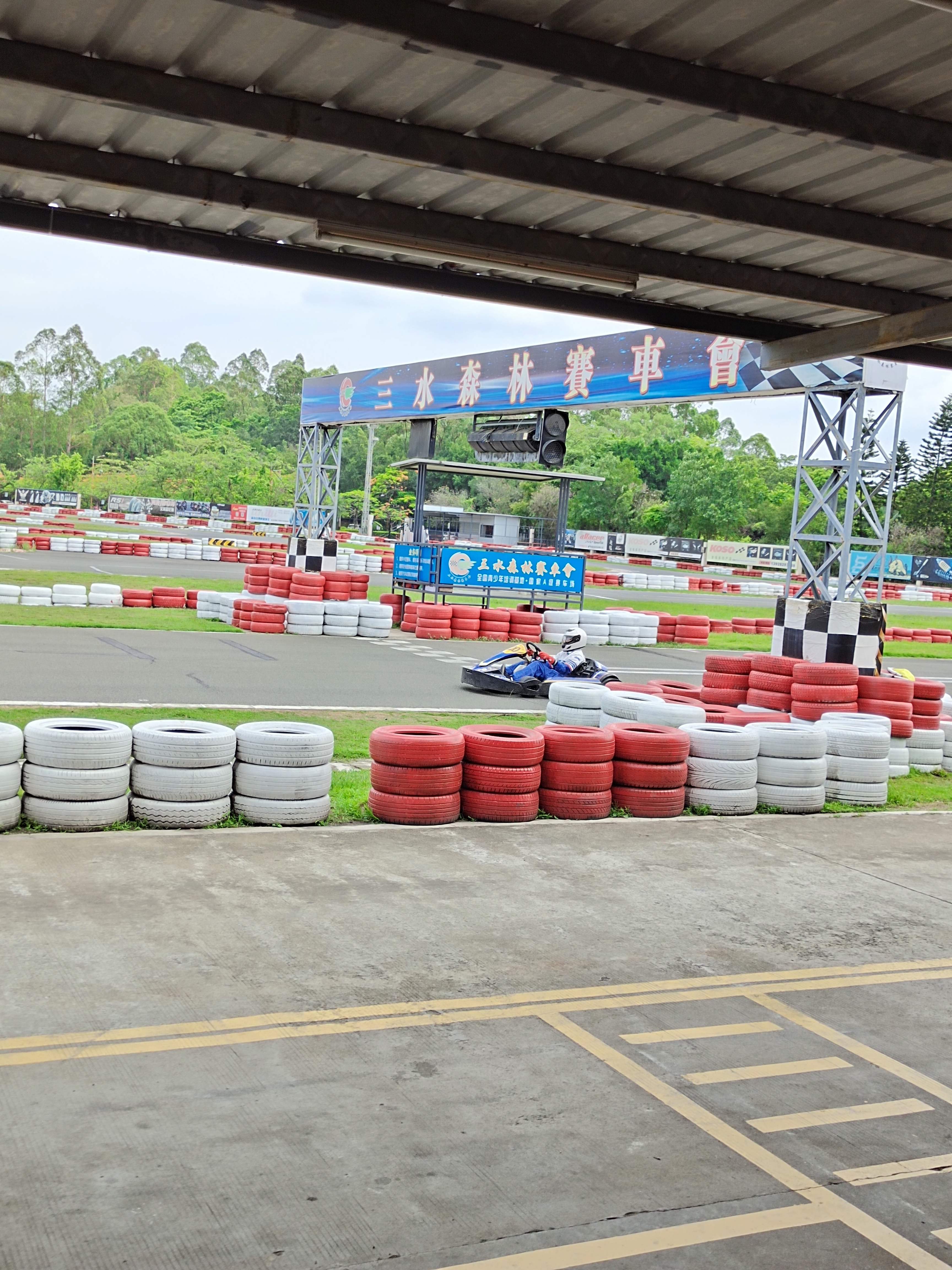
三水森林赛车会的发车线